# Брезе (Вишеград)
Брезе (серб. Брезје / Brezje) — село в общине Вишеград Республики Сербской Боснии и Герцеговины. В настоящее время село необитаемо.